# Тунха
Ту̀нха (на испански: Tunja) е град в Колумбия. Разположен е в Източната кордилера на Андите, 115 км. североизточно от Богота. Главен административен център на департамент Бояка.Със своите 2822 м. надморска височина, това е най-високият административен център в Колумбия. Основан е на 6 август 1539 г. Транспортен шосеен възел, има жп гара. Търговски център. Шивашка промишленост. Университет и педагогически институт. Население 180 568 жители от преброяването през 2018 г. Климатът е умерен планински.